# 望月千代女
望月千代女（日语：／ Mochizuki Chiyome）是一名日本戰國時代的女忍者。信濃國望月城城主望月盛時之妻。別名是望月千代。

## 概要
出身於構成甲賀流忍者的甲賀五十三家筆頭‧上忍的家格 「甲賀望月氏」，嫁給甲賀望月氏本家‧信濃豪族的望月氏當主望月盛時。
其夫望月盛時死於第4次川中島會戰後，因為有女忍者的才能而被武田信玄任命為統領甲斐和信濃巫女的統帥「甲斐信濃二國巫女頭領」，為了培育巫女（歩き巫女）而在信州小縣郡禰津村（現今長野縣東御市禰津）的古御館開設「甲斐信濃巫女道」的修練道場。
聚集在戰亂之世的孤兒和被遺棄的少女達到數百人（200－300人），教授咒術、祈禱、忍術、護身術、以色誘（性交技巧）的方式迷惑男性來收集情報等方法，以巫女的身份在諸國往來修行。
把巫女們送往全國各地，並把從她們得到的情報收集，再傳達給武田信玄，對武田家的情報收集有著很大的幫助。

## 娛樂相關
- 為於Omega Force開發，光榮發行的動作遊戲《戰國無雙系列》中所登場之角色「女忍者」之原型。
- 龍族拼圖戰國人物
- 幻想神域源神之一
- Fate/Grand Order的亞種特異點英靈劍豪七番勝負中以Assassin·paraiso（樂園 一切詛咒）登場，寶具是「通靈‧伊吹大明神緣起」。